# Astrosphaeriellopsis
Astrosphaeriellopsis is een geslacht van schimmels uit de orde Pleosporales. De typesoort is Astrosphaeriellopsis bakeriana. 

## Soorten
Volgens Index Fungorum telt het geslacht twee soorten (peildatum maart 2024):
| Soortnaam                      | Auteur(s)                               | Publicatiejaar |
| ------------------------------ | --------------------------------------- | -------------- |
| Astrosphaeriellopsis bakeriana | (Sacc.) Jian K. Liu, Phook. & K.D. Hyde | 2015           |
| Astrosphaeriellopsis caryotae  | Wanas., E.B.G. Jones & K.D. Hyde        | 2018           |